# Kleingebiet Mezőkovácsháza
Das Kleingebiet Mezőkovácsháza (ungarisch Mezőkovácsházai kistérség) war eine ungarische Verwaltungseinheit (LAU 1) im Süden des Komitats Békés in der Südlichen Großen Tiefebene.
Das Kleingebiet an der Grenze zu Rumänien hat 40.608 Einwohner (Ende 2012) auf einer Fläche von 881,49 km² und umfasste 18 Gemeinden. Zum Jahresanfang 2013 wurde es komplett in den gleichnamigen Kreis (ungarisch Mezőkovácsházai járás) umgewandelt.
Die Verwaltung des Kleingebietes befand sich in der Stadt Mezőkovácsháza.

## Städte
- Battonya (5.974 Ew.)
- Medgyesegyháza (3.271 Ew.)
- Mezőhegyes (5.537 Ew.)
- Mezőkovácsháza (6.362 Ew.)

## Gemeinden
| - Almáskamarás - Dombegyház - Dombiratos - Kaszaper - Kevermes | - Kisdombegyház - Kunágota - Magyarbánhegyes - Magyardombegyház - Medgyesbodzás | - Nagybánhegyes - Nagykamarás - Pusztaottlaka - Végegyháza |

Koordinaten: 46° 25′ N, 21° 0′ O